# Lhotka (Křemže)
Lhotka je malá vesnice, část městyse Křemže v okrese Český Krumlov. Nachází se asi 3,5 km na západ od Křemže. Je zde evidováno 36 adres.
Lhotka leží v katastrálním území Chlum u Křemže o výměře 14,81 km².

## Historie
První písemná zmínka o vesnici pochází z roku 1543.

## Pamětihodnosti
- Boží muka směr Křemže
- Boží muka za vsí směr Křemže